# San Miguel de Aguayo
San Miguel de Aguayo és un municipi de la Comunitat Autònoma de Cantàbria. Es troba en la comarca de Campoo-Los Valles i limita al nord amb Molledo i Bárcena de Pie de Concha, al sud amb Campoo de Yuso, a l'oest amb Pesquera i Santiurde de Reinosa i a l'est amb Luena. Pel seu territori discorre el riu Hirvienza, afluent del riu Besaya i també es troben els embassaments de Mediajo i Alsa, del riu Torina.

## Localitats
- San Miguel de Aguayo (Capital), 82 hab., dels que 2 estan en poblament disseminat
- Santa María de Aguayo, 53 hab.
- Santa Olalla de Aguayo, 7 hab.

## Demografia
| 1900 | 1910 | 1920 | 1930 | 1940 | 1950 | 1960 | 1970 | 1980 | 1990 | 2000 | 2006 |
| ---- | ---- | ---- | ---- | ---- | ---- | ---- | ---- | ---- | ---- | ---- | ---- |
| 446  | 449  | 493  | 428  | 385  | 378  | 330  | 241  | 192  | 185  | 158  | 142  |

Font: INE

## Administració
| Eleccions municipals, 25 de maig de 2003 |      |        |          |
| Partit                                   | Vots | %      | Regidors |
| PSOE                                     | 67   | 54,92% | 4        |
| PRC                                      | 43   | 35,25% | 1        |

| Eleccions municipals, 27 de maig de 2007 |      |        |          |
| Partit                                   | Vots | %      | Regidors |
| PSOE                                     | 32   | 26,02% | 2        |
| PP                                       | 29   | 23,58% | 2        |
| PRC                                      | 7    | 5,69%  | 1        |